# 中国驻圣多美和普林西比大使列表
本列表为中華人民共和國和中华民国驻圣多美和普林西比历任大使名录。

## 历任中国驻圣多美和普林西比大使

### 中华人民共和国驻圣多美和普林西比大使（1976年－1997年）
1975年7月12日，圣多美和普林西比独立，同日即与中华人民共和国建交。中华人民共和国驻圣普大使由驻加蓬大使兼任，驻圣普大使馆由临时代办主持日常馆务（临时代办先后由郭又昌、李宝钧、郑兆兴、洪虹、王华峰、屈树吾、杨乃谦等担任）。1997年7月11日，因圣普与中华民国建交，中华人民共和国与圣普中止外交关系。
| 姓名   | 任命           | 任命           | 到任         | 递交国书       | 免职           | 免职           | 离任         | 外交衔级 | 外交职务     | 备注     |
| 姓名   | 全国人大常委会 | 主席           | 到任         | 递交国书       | 全国人大常委会 | 主席           | 离任         | 外交衔级 | 外交职务     | 备注     |
| ------ | -------------- | -------------- | ------------ | -------------- | -------------- | -------------- | ------------ | -------- | ------------ | -------- |
| 郭又昌 | 不適用         | 不適用         | 1976年4月4日 | 1976年4月6日   | 不適用         | 不適用         |              |          | 临时代办     | 筹备开馆 |
| 刘英仙 | 1976年12月2日  | 不適用         | 1976年5月2日 | 1976年5月8日   | 1979年11月29日 | 不適用         | 1979年12月   | 大使     | 特命全权大使 | 驻加蓬兼 |
| 柳雨峰 | 1979年11月29日 | 不適用         | 1980年3月    | 1980年5月19日  | 1984年7月7日   | 1984年12月14日 | 1984年5月4日 | 大使     | 特命全权大使 | 驻加蓬兼 |
| 田逸民 | 1984年7月7日   | 1985年5月7日   | 1985年1月    | 1985年3月11日  | 1988年11月8日  | 1989年3月19日  | 1989年2月    | 大使     | 特命全权大使 | 驻加蓬兼 |
| 安峰石 | 1988年11月8日  | 1989年3月19日  | 1989年4月    | 1989年6月12日  | 1992年9月4日   | 1992年12月16日 | 1992年11月   | 大使     | 特命全权大使 | 驻加蓬兼 |
| 孙治荣 | 1992年9月4日   | 1992年12月16日 | 1992年12月   | 1993年2月25日  | 1995年12月28日 | 1996年7月24日  | 1996年5月    | 大使     | 特命全权大使 | 驻加蓬兼 |
| 左树森 | 1995年12月28日 | 1996年7月24日  | 1996年6月    | 1996年12月18日 | 不適用         | 不適用         | 1997年7月    | 大使     | 特命全权大使 | 驻加蓬兼 |
| 杨乃谦 | 不適用         | 不適用         | 1996年       | 不適用         | 不適用         | 不適用         | 1997年8月1日 |          | 临时代办     |          |

### 中华民国驻圣多美和普林西比大使（1997年－2016年）
1997年5月6日，中华民国与圣多美和普林西比建交。同年5月24日，中华民国设立驻圣多美和普林西比大使馆。2016年12月21日，两国断交。
| 姓名   | 任命           | 到任          | 递交国书      | 免职           | 离任           | 外交衔级 | 外交职务     | 备注           | 备注 |
| ------ | -------------- | ------------- | ------------- | -------------- | -------------- | -------- | ------------ | -------------- | ---- |
| 龔政定 | 1997年10月9日  |               |               | 1998年10月23日 |                | 大使     | 特命全权大使 | 驻布基纳法索兼 |      |
| 向延竚 | 1998年10月23日 |               | 1999年1月29日 | 2002年1月4日   | 2001年12月17日 | 大使     | 特命全权大使 |                |      |
| 柯吉生 | 2002年1月4日   | 2002年1月21日 |               | 2004年12月3日  | 2005年2月21日  | 大使     | 特命全权大使 |                |      |
| 楊清源 | 2004年12月3日  | 2005年2月26日 |               | 2008年3月17日  | 2008年5月6日   | 大使     | 特命全权大使 |                |      |
| 陳忠   | 2008年3月17日  | 2008年5月8日  | 2008年5月12日 | 2011年12月7日  | 2012年3月      | 大使     | 特命全权大使 |                |      |
| 程豫台 | 2011年12月7日  | 2012年3月9日  | 2012年3月27日 |                | 2015年1月      | 大使     | 特命全权大使 |                |      |
| 何建功 |                | 2015年1月27日 | 2015年2月12日 |                | 2016年12月21日 | 大使     | 特命全权大使 |                |      |

### 附：中华人民共和国驻圣多美和普林西比联络处主任（2013年－2016年）
2013年11月，中华人民共和国驻圣多美和普林西比联络处挂牌成立。2016年12月，两国复交，联络处改组为大使馆。
| 姓名   | 任命   | 到任 | 免职 | 离任 | 职务 | 备注 | 备注 |
| ------ | ------ | ---- | ---- | ---- | ---- | ---- | ---- |
| 张汉武 | 2013年 |      |      |      | 主任 |      |      |

### 中华人民共和国驻圣多美和普林西比大使（2017年至今）
2016年12月21日，圣普与中华民国断交；同月26日，中华人民共和国与圣普恢复大使级外交关系。2017年4月3日，驻圣多美和普林西比使馆举行揭牌仪式。
| 姓名   | 任命           | 任命          | 到任           | 递交国书      | 免职           | 免职          | 离任      | 外交衔级 | 外交职务     | 备注               |
| 姓名   | 全国人大常委会 | 主席          | 到任           | 递交国书      | 全国人大常委会 | 主席          | 离任      | 外交衔级 | 外交职务     | 备注               |
| ------ | -------------- | ------------- | -------------- | ------------- | -------------- | ------------- | --------- | -------- | ------------ | ------------------ |
| 王卫   | 不適用         | 不適用        | 2017年3月21日  |               | 不適用         | 不適用        | 不適用    | 大使     | 临时代办     | 候任大使，筹备复馆 |
| 王卫   | 2017年4月27日  | 2017年7月11日 | 不適用         | 2017年6月15日 | 2020年8月11日  | 2020年11月5日 | 2020年9月 | 大使     | 特命全权大使 |                    |
| 徐迎真 | 2020年8月11日  | 2020年11月5日 | 2020年10月29日 | 2020年12月9日 | 现任           |               |           | 大使     | 特命全权大使 |                    |